# Prazeres (Calheta)
Prazeres es una freguesia portuguesa del concelho de Calheta (Madeira), con 13,00 km² de superficie y 672 habitantes (2001). Su densidad de población es de 51,7 hab/km².